# More Specials
 (novembre 2021).
Si vous disposez d'ouvrages ou d'articles de référence ou si vous connaissez des sites web de qualité traitant du thème abordé ici, merci de compléter l'article en donnant les références utiles à sa vérifiabilité et en les liant à la section « Notes et références ».
Albums de The Specials
The Specials
(1980) In the Studio
(1984)
More Specials est un album du groupe The Specials daté de 1980. Il fait partie de la liste des 1001 Albums You Must Hear Before You Die (2006).

## Titres
| A1. | Enjoy Yourself         | - Herb Magidson - Carl Sigman             | 3:39 |
| A2. | Man at C&A             | - Jerry Dammers - Terry Hall              | 3:36 |
| A3. | Hey, Little Ritch Girl | Roddy Byers                               | 3:35 |
| A4. | Do Nothing             | Lynval Golding                            | 3:43 |
| A5. | Pearl's Cafe           | Jerry Dammers                             | 3:07 |
| A6. | Sock It to 'em J.B.    | - Clayton Dunn - Rex Garvin - Pete Holman | 2:56 |

| B1. | Stereotypes/Stereotypes Pt. 2 | - Jerry Dammers - Neville Staple | 7:24 |
| B2. | Holiday Fortnight             | Roddy Byers                      | 2:45 |
| B3. | I Can't Stand It              | Jerry Dammers                    | 4:01 |
| B4. | International Jet Set         | Jerry Dammers                    | 5:37 |
| B5. | Enjoy Yourself (Reprise)      | - Herb Magidson - Carl Sigman    | 1:46 |

## Singles et Face B
- Rat Race
- Braggin' and Tryin' Not To Lie
- Judge Roughneck Part 2
- Maggies Farm
- Rude Boys Outa Jail
- Ghost Town
- Why?
- Friday Night, Saturday Morning

## Sources
- Site internet officiel du groupe The Specials